# Дебальцево (станция)
Деба́льцево (укр. Дебальцеве) — узловая грузовая и пассажирская станция Донецкой железной дороги, временно переданная в состав Южной железной дороги. Находится в городе Дебальцево. На станции ранее находилось отделение Луганской таможни для грузовых и пассажирских поездов, пересекающих границу России и Украины.

## История станции
Одной из самых первых станционных построек Дебальцева, воздвигнутых в конце XIX века и сохранившихся до наших дней, является здание железнодорожного вокзала, ставшее символом города. Здание строилось по индивидуальному проекту. Оно отличается оригинальностью конструкции и неповторимостью архитектурных форм.
С самого начала на том месте, где сейчас находится бытовой корпус Локомотивного пассажирского депо, было построено деревянное полутора этажное здание вокзала Дебальцева. Строительство основной части нынешнего вокзала, за исключением постройки кассового зала, длилось около 14 лет — с 1879 по 1893 год. Возводили здание сотни рабочих, пользуясь примитивными инструментами.
В одном из залов Дворца культуры железнодорожников был выставлен на всеобщее обозрение макет, отображавший строительство здания вокзала. До наших дней он не сохранился. В результате несчастного случая, произошедшего во время строительства, погиб один из руководителей стройки. В его честь возле здания вокзала был сооружён монумент, разрушенный во время Великой Отечественной войны.
Стены вокзала являются немыми свидетелями исторических событий, происходивших в городе Дебальцево со дня его основания и до наших дней. Оно является отражением истории Донбасса в миниатюре.
В путеводителе «Спутник пассажира», изданном около 100 лет назад коммерческим агентом Юго-Восточных дорог А. И. Радзевским, сказано: «Дебальцево — громадное здание пассажирского вокзала красиво и резко выделяется среди пустынной степной местности. Большой зал 1 и 2 классов и отдельно для пассажиров 3 и 4 классов. Прекрасный буфет со всякого рода яствами и напитками, содержимый касимовскими татарами — один из лучших на линии Юго-Восточных дорог».
Станция Дебальцево служит узловым пунктом для дорог Донецкого каменноугольного района: сюда сходятся поезда из Харькова через Купянск и Лисичанск и через Никитовку и Хацапетовку, из Ростова-на-Дону — через Зверево. Из Москвы через Миллерово — Луганск. Из Таганрога — через Харцызск, из Мариуполя через Ясиноватую. Пассажирская сутолока на станции не прекращается ни на минуту.
В 1887 году на вокзале станции Дебальцево побывал Антон Павлович Чехов. Здание вокзала представилось его взору «островком в бескрайней степи». Но уже тогда ст. Дебальцево заявила о себе в Донецком крае, так как находилась на перекрёстке путей сообщения, они и положили начало городу Дебальцево.
В письме родным А. П. Чехов изобразил небольшую схему, в центре которой нарисовал большой кружок. А от него в шести направлениях изобразил ветки, которые расходились в разных направлениях. «Центральный шарик, — писал А. П. Чехов — это станция Дебальцево. Остальные шарики — это Бахмуты, Лисичански, Лугански и пр.». Станция фигурировала в первой революции, гражданской войне, Сталинской перестройке 30-х годов и в военной хронике Велико Отечественной войны. В 1936 году к зданию вокзала была сооружена пристройка — кассовый зал.
В годы Великой Отечественной войны здание было сильно разрушено. За 1946—1953 годы восстановлено и введено в эксплуатацию частями. В таком состоянии он дошёл до наших лет. Вокзал станции Дебальцево — I класса островного типа. Двухэтажное здание общей площадью 2355,36 квадратных метров. Имеет 30 помещений. Мемориальные доски на фасаде здания говорят, что 1 декабря 1878 года Дебальцевский железнодорожный узел вступил в строй; о том, что 16 декабря 1905 года боевые дружины железнодорожников отправились на помощь вооружённому Горловскому восстанию; о расстреле калединцами 2 декабря 1917 года командира красногвардейского отряда Коняева.
В кассовом зале мемориальная доска говорит, что здесь, в стенах этого здания, родился метод компостирования билетов в поездах.
Во время военных действий по ликвидации «Дебальцевского котла» станция получила большие разрушения.

## Дальнее следование по станции (до 2014 года)
| № поезда              | Маршрут движения      | № поезда              | Маршрут движения      |
| --------------------- | --------------------- | --------------------- | --------------------- |
| 19 «Лугань»           | Киев — Луганск        | 20 «Лугань»           | Луганск — Киев        |
| 91                    | Одесса — Луганск      | 92                    | Луганск — Одесса      |
| 125 «Молодая Гвардия» | Киев — Луганск        | 126 «Молодая Гвардия» | Луганск — Киев        |
| 133                   | Киев — Луганск        | 134                   | Луганск — Киев        |
| 341                   | Симферополь — Луганск | 342                   | Луганск — Симферополь |
| 787                   | Харьков — Луганск     | 788                   | Луганск — Харьков     |

На данный момент в ходу поезд 603/604 Ясиноватая - Луганск (11.00 в сторону Ясиноватой, 11.18  сторону Луганска), также по 2 пары пригородных на Фащевку, Мануиловку, Торез